# Lenguas bora
Las lenguas bora constituyen una de las dos ramas de la familia bora-huitoto, actualmente sólo sobreviven dos lenguas de esta rama, ambas habladas en Colombia, con un total de unos mil quinientos hablantes.

## Descripción lingüística

### Fonología
El inventario consonántico del bora viene dado por:
|                   | Labial | Alveolar | Palatal | Velar | Glotal |
| ----------------- | ------ | -------- | ------- | ----- | ------ |
| Oclusiva simple   | p      | t        |         | k     | ʔ      |
| Oclusiva aspirada | pʰ     | tʰ       |         | kʰ    |        |
| Coarticulada      |        | c        | č       | kp    |        |
| Africada aspirada |        | cʰ       | čʰ      |       |        |
| Fricativa         | β      |          |         | x     |        |
| Aproximantes      |        | r        | (y)     |       |        |
| Nasal             | m      | n        | (ɲ)     |       |        |

La mayoría de consonantes tienen alófonos palatales ante /i/ (y a veces ante algunas /a/). De hecho el estatus fonémico de /ɲ/ y /y/ es dudoso porque podrían ser considerados como los alófonos palatales de /n/ y /r/.
Además de esas consonantes existen 6 vocales /i, e; a, ɨ; o, ɯ/ y existe dos tonos de nivel (altoy bajo). Sólo en posición final se toleran dos tonos bajos consecutivos.

### Comparación léxica
La siguiente lista compara los numerales en cuatro lenguas boranas:
| GLOSA | Bora               | Miraña                | Muinave                    | proto- borano        |
| ----- | ------------------ | --------------------- | -------------------------- | -------------------- |
| 1     | ʦʰane              | ʦʰane                 | sááno                      | *ʦʰanV               |
| 2     | mínʲéékʰii         | míñéékʰi              | míínokki                   | *mína-kʰi            |
| 3     | pʰápʰiʔʧʰii        | maakʰíni              | [2] + [1]                  | *ʦʰa-məna-           |
| 4     | pʰiinee- ʔoxʦʰitʰi | ʦʰanénáʔ- péβahkʰáʦʰi | [2] + [2]                  | ?                    |
| 5     | ʦʰaʔoxʦʰitʰi       | ʦʰá-ʔoxʦʰi            | sa-ʔúse                    | *ʦʰa-ʔoxʦʰi-         |
| 6     | íʔoxʦʰitʰi + [1]   | gotzehihnwa           | xúúga-ʔuse-ti+[1]          | *-ʔoxʦʰi-tʰi+[1]+[1] |
| 7     | íʔoxʦʰitʰi + [2]   | zohógatigá            | xúúga-ʔuse-ti+[2]          | *-ʔoxʦʰi-tʰi+[2]     |
| 8     | íʔoxʦʰitʰi + [3]   | rowiʦka               | xúúga-ʔuse-ti+[2]+[1]      | *-ʔoxʦʰi-tʰi+[1]+[2] |
| 9     | íʔoxʦʰitʰi + [4]   | zömötʰohʦa            | xúúga-ʔuse-ti igéénemeʔexé | ?                    |
| 10    | pʰaʔoxʦʰikʰi neβa  | pʰáʔohʦʰíkʰi          | ɸa-ʔúsee-kki               | *pʰa-ʔoxʦʰi(-kʰi)    |